# Кырб, Кайе Явовна
Кайе Кырб (эст. Kaie Kõrb; род. 1 апреля 1961, Пярну) — советская и эстонская артистка балета, балетмейстер. Народная артистка Эстонской ССР (1989).

## Биография
Родилась в 1961 году в Пярну, Эстонская ССР, СССР.
В 1980 году окончила Таллинское хореографическое училище (класс Тийу Рандвийр). Совершенствовалась в Ленинграде в Мариинском театре у Н. М. Дудинской и Г. Т. Комлевой.
Окончила в Москве Государственный институт театрального искусства им. Луначарского по специальности «балетная педагогика».
В 1980—2005 годах — солистка балета, а затем прима-балерина Государственного академического театра оперы и балета «Эстония».
Карьера на сцене началась с «Лебединого озера», где солисткой ее выбрала сама Наталья Дудинская.
В 1985 году заняла третье место на V-м Московском международном конкурсе артистов балета.
Выступала с труппой Большого театра СССР, исполняя на гастролях в Мадриде партию Жизели с Виктором Барыкиным. Также работала в паре с Никитой Долгушиным. Она гастролировала с балетной труппой Вячеслава Гордеева в Испании, Италии и Германии. С труппой Владимира Васильева гастролировала по США и Франции.

С первого дня, когда Кайе пришла в театр, она резко выделялась среди всех. Ее физические данные, внешность, богатый внутренний мир, музыкальность, трудолюбие — все говорило о том, что она станет великой балериной. Все двадцать пять лет, что она танцевала на сцене театра «Эстония», можно назвать эпохой Кайе Кырб.— Хельми Пуур
С 2012 года — директор Таллинского балетного училища. С 1 сентября 2021 года — руководитель балета и современного танца Таллинской школы музыки и балета.
Муж — артист балета, латыш по национальности Виестурс Янсонс (род. 1958), два сына-близнеца.

## Награды
- 1984 — Заслуженная артистка Эстонской ССР.
- 1989 — Народная артистка Эстонской ССР.
- 1992 — Награда Эстонской театральной ассоциации за ведущую женскую роль.
- 1992 — Национальная премия Эстонии в области культуры.
- 1996 — Национальная премия Эстонии в области культуры.
- 2000 — Орден Белой Звезды III степени.
- 2001 — Национальная премия Эстонии в области культуры.